# Chlamydomyxales
Ordre
Les Chlamydomyxales sont un ordre d’algues de l’embranchement des Ochrophyta et de la classe des Synchromophyceae.

## Systématique
L'ordre des Chlamydomyxales est attribué, en 1875, au naturaliste irlandais William Archer (d) (1830-1897).

## Liste des familles
Selon AlgaeBase (15 mars 2022) :
- Chlamydomyxaceae Engler, 2013